# NTT Resonant
Az NTT Resonant (エヌ・ティ・ティ レゾナント株式会社) az NTT Communications leányvállalata, a goo webportál és a Broba videoportál üzemeltetője, melyet 2003 decemberében alapítottak a tokiói Minatóban. A cég egyéb tevékenységei között szerepel a videó-alapú e-learning, és egyéb videokommunikációs szoftvercsomagok fejlesztése.